# کهل‌بلاغ (نظرکهریزی)
کهل‌بلاغ یکی از روستاهای استان آذربایجان شرقی است که در دهستان نظرکهریزی بخش نظرکهریزی شهرستان هشترود واقع شده‌است.